# Cala Gran
Cala Gran és una cala de Cala d'Or situada al sud-est de l'illa de Mallorca, entre Cala Petita i el Caló dels Corrals. Està situada a la part central de la urbanització, i és la més gran de Cala d'Or (d'això pren el nom).
Es tracta d'una cala estreta flanquejada per parets rocoses i d'arena fina i blanca, envoltada de xalets amagats entre les capçaleres dels pins frondosos que hom ha conservat. Compta amb diversos hotels devora l'arenal i amb un parc infantil.
En aquesta cala va desembarcar una expedició pirata que va saquejar Santanyí el segle xiv.